# Tony Robert-Fleury

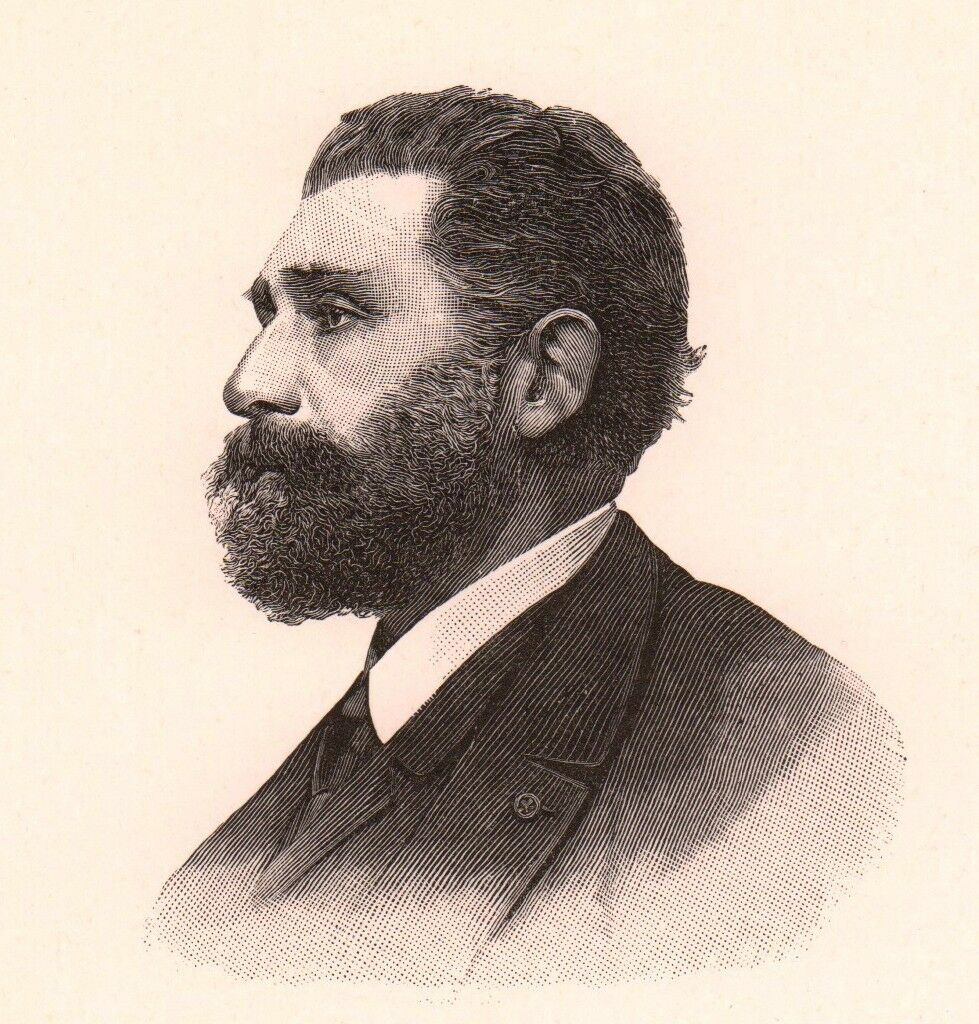
Tony Robert-Fleury

Tony Robert-Fleury (* 1. September 1837 in Paris; † 6. oder 8. Dezember 1911 ebenda oder in Viroflay, Seine-et-Oise) war ein französischer Historienmaler.

## Leben

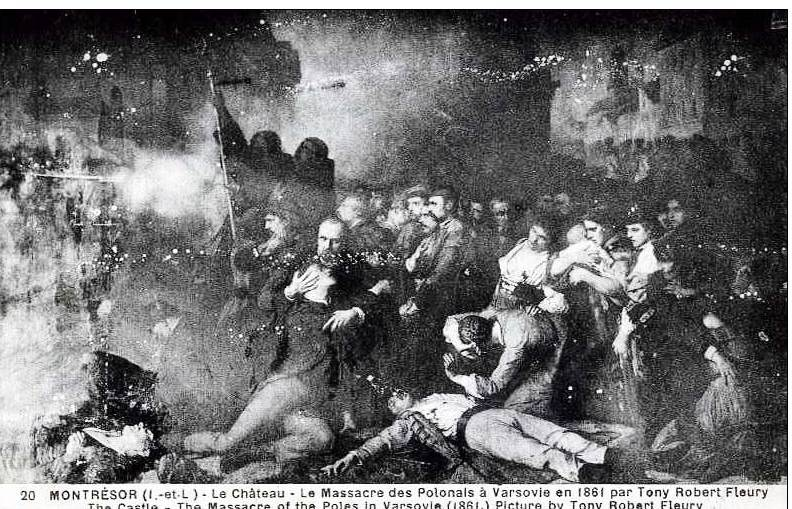
Varsovie, le 8 avril 1861
Warschau, den 8. April 1861

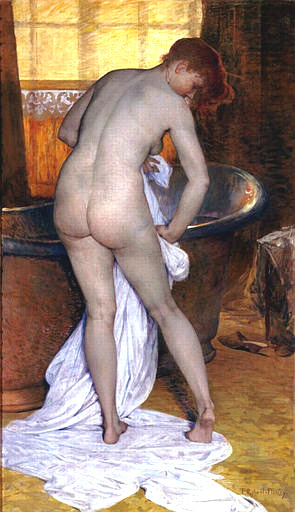
Le bain – Das Bad (1903)

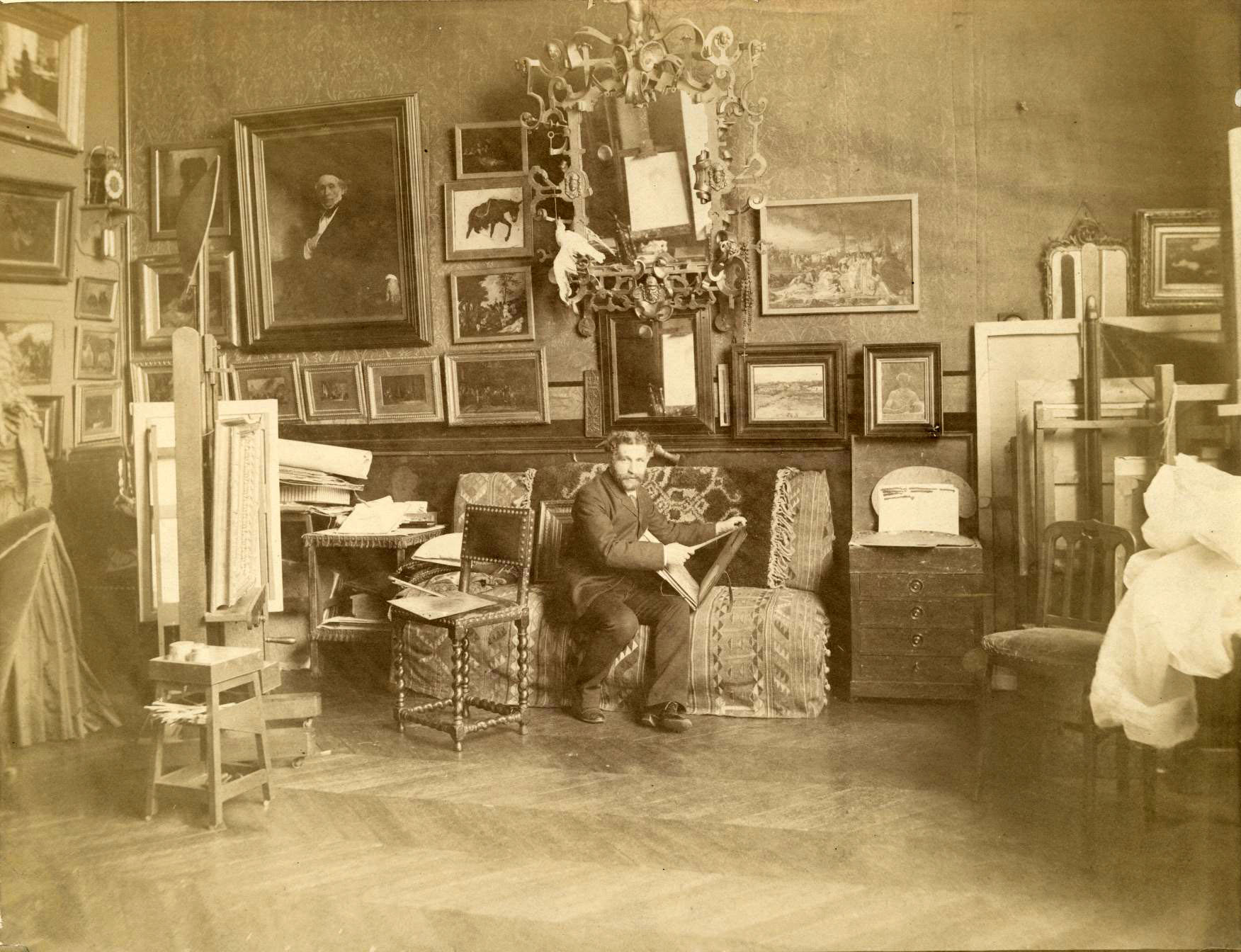
Tony Robert-Fleury in seinem Pariser Atelier.

Tony Robert-Fleury war der Sohn von Joseph Nicolas Robert-Fleury. Nach seiner Schulzeit wurde Robert-Fleury Schüler des Malers Léon Cogniet. Durch dessen Empfehlung kam er später im Atelier von Paul Delaroche unter. Dort schloss Robert-Fleury bald Freundschaft mit dessen anderen Schülern, wie Gustave Boulanger, Louis Gallet und Ernest Hebert. 1866 wurde sein Gemälde Warschau im April 1861, das ein aktuelles Ereignis des Zeitgeschehens beschrieb und das Blutbad auf dem Schlossplatz am 8. April 1861 in Warschau zeigte, im Pariser Salon ausgestellt und ausgezeichnet. Es folgten weitere Gemälde wie eine Szene der letzten Tage von Korinth (1870).
Neben seinen Werken aus der Geschichte schuf Robert-Fleury auch Porträts und Genreszenen. Unter seinen Werken befinden sich auch intimere Motive, wie die badende Dame (französisch Le bain) die, gemeinsam mit dem Gemälde Sous la Révolution, auf dem Pariser Salon 1903 zu sehen war.

## Auszeichnungen
- Robert-Fleury erhielt 1866 (für Warschau 1861) Medaillen sowie 1870 (für Korinth) eine Ehrenmedaille des Pariser Salons[5] (bis 1878 „Salon des Artistes Français“).
- 1873 wurde er zum Ritter der Ehrenlegion ernannt.
- 1878 wurde ihm die Ehrenmedaille der Exposition Universelle (Weltausstellung) verliehen.
- 1884 wurde er Offizier der Ehrenlegion.
- Er gewann 1889 eine Goldmedaille auf der Exposition Universelle
- Seit 1882 war er festes Mitglied des Salons und 1900 auch Mitglied der Jury, zugleich wurde er zum „Hors Concours“ erklärt, so dass er seine eigenen Arbeiten ohne Genehmigung der Jury auf der Exposition Universelle ausstellen durfte.[3]
- 1907 wurde er Kommandeur der Ehrenlegion.

Er war zudem 1904 Präsident der Société des Artistes Français.

## Schüler/Schülerinnen (Auswahl)
- Sophie Schaeppi (1852–1921)
- Marie Bashkirtseff (1858 od. 1860–1884)
- Hans Otto Baumann (1862–1927)
- Cecilia Beaux (1855–1942)
- Louise-Cathérine Breslau (1856–1927)
- Franklin Brownell
- E. Irving Couse (1866–1936)
- Emma Löwstädt-Chadwick (1855–1932)
- Louis Paul Dessar
- Mary Fairchild Low (1858–1946)
- Eurilda France
- Ellen Day Hale (1855–1940)
- Anna Elizabeth Klumpke (1856–1942)
- Louis Aston Knight (1873–1948)[8]
- Mary Fairchild Low (1858–1946)
- Arnold Lyongrün (1871–1935)
- Walter McEwen[8]
- Karl Mediz (1868–1945)
- Phoebe Natt
- Anna Nordgren (1847–1916)
- Lawton S. Parker (1868–1954)
- Lilla Cabot Perry (1848–1933)
- Edward Redfield
- Amanda Sidwall (1844–1892)
- Lucien Simon (1861–1945)
- Maria Wiik (1853–1928)

## Werke (Auswahl)
- Warschau im April (1861)
- Der polnische Aufstand
- Die alten Frauen von der Piazza Navona in Rom (1867)
- Die Danaiden (1873)
- Charlotte Corday in Caen 1793 (1874)
- Die Einnahme von Korinth (1870)
- Doktor Pinel, der die Irrsinnigen der Salpétrière von ihren Fesseln befreit (1876)